# Capnodium elongatum
Capnodium elongatum är en svampart som beskrevs av Berk. & Desm. 1849. Capnodium elongatum ingår i släktet Capnodium och familjen Capnodiaceae.   Inga underarter finns listade i Catalogue of Life.